# Петрела Тифернина
Петрела Тифернина (итал. Petrella Tifernina) је насеље у Италији у округу Кампобасо, региону Молизе.
Према процени из 2011. у насељу је живело 1097 становника. Насеље се налази на надморској висини од 639 м.

## Становништво
| 1931. | 1936. | 1951. | 1961. | 1971. | 1981. | 1991. | 2001. | 2011. |
| ----- | ----- | ----- | ----- | ----- | ----- | ----- | ----- | ----- |
| 2.963 | 3.116 | 3.024 | 2.433 | 1.620 | 1.578 | 1.464 | 1.305 | 1.206 |